# Huân chương Garter
Huân chương Garter (tên đầy đủ trong tiếng Anh: The Most Noble Order of the Garter) là một huân chương hiệp sĩ được sáng lập bởi Edward III của Anh vào năm 1348. Đây là huân chương hiệp sĩ có thứ bậc cao nhất trong hệ thống danh hiệu Vương thất Anh. Huân chương này thường được phong tặng cho những cá nhân có đóng góp cho quốc gia, dịch vụ công cộng hoặc dịch vụ cá nhân. Những người được trao huân chương sẽ đeo nó trong các nghi lễ quân quan trọng.

## Cấp bậc hiệp tại
Dưới đây là ba cấp bậc của huân chương này theo thứ tự từ cao nhất đến thấp nhất:
- Knight Companion hay Lady Companion of the Most Noble Order of the Garter (KG hay LG): Hiệp sĩ của Garter
- Royal Knight Companion hay Lady Companion of the Most Noble Order of the Garter (KG hay LG): Hiệp sĩ Vương thất của Garter
- Stranger Knight Companion hay Lady Companion of the Most Noble Order of the Garter (KG hay LG): Hiệp sĩ Nước ngoài của Garter

## Hình ảnh

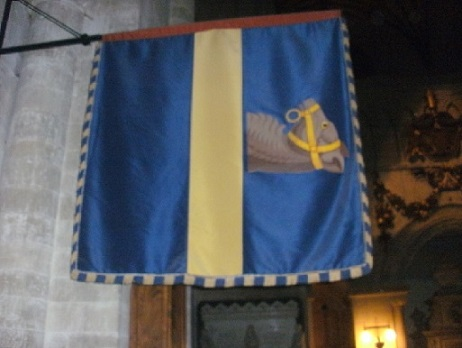
Cờ hiệu Garter của Alexander Baring, Nam tước Ashburnton thứ 6, hiện giờ được treo tại Nhà thờ chính tòa Winchester
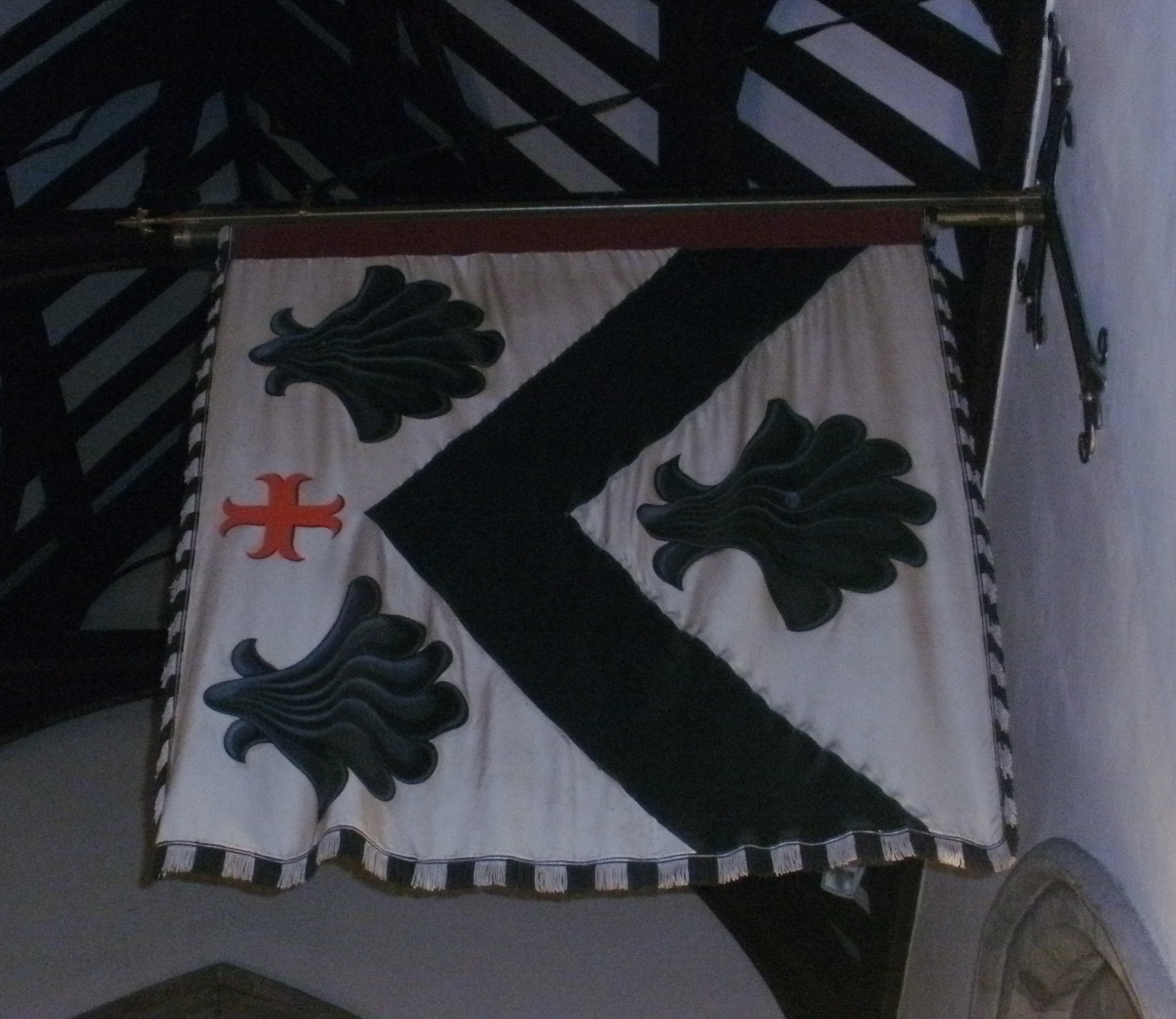
Cờ hiệu Garter của Oliver Lyttelton, Tử tước Chandos thứ nhất, hiện giờ được treo tại Nhà thờ Thánh John Báp-tít, Hagley
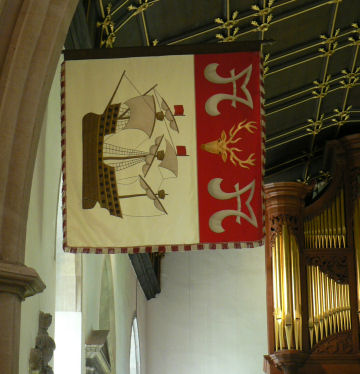
Cờ hiệu Garter của Huân tước Wilson của Rievaulx, hiện giờ được treo tại Đại học Jesus, Oxford
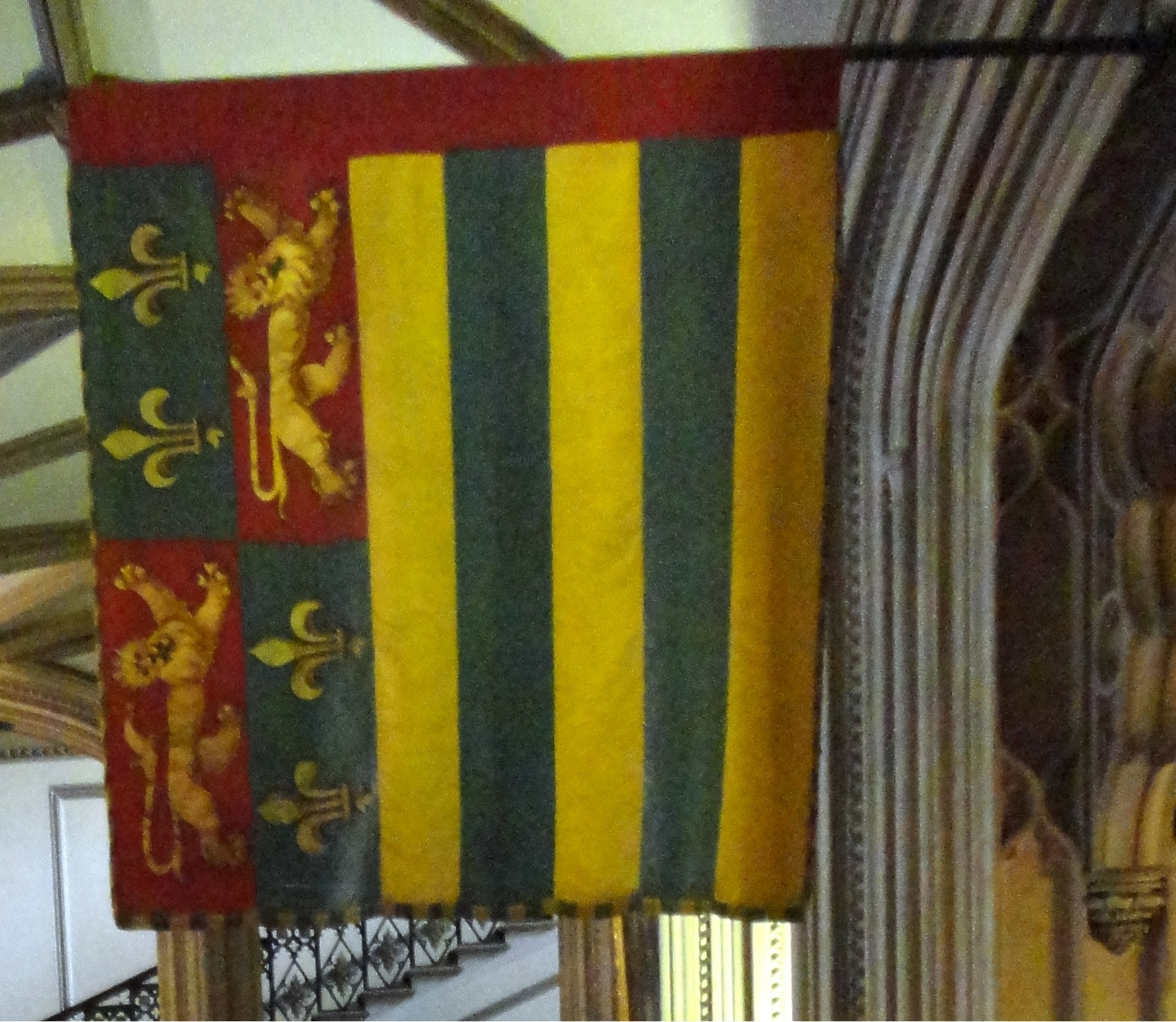
Cờ hiệu Garter của Henry Manners, Công tước thứ 8 xứ Rutland, hiện giờ được treo tại Lâu đài Belvoir
Huy hiệu của Felipe II của Tây Ban Nha được bao bởi Garter (vào năm 1554)
Huy hiệu của Margaret Thatcher, Nữ nam tước Thatcher
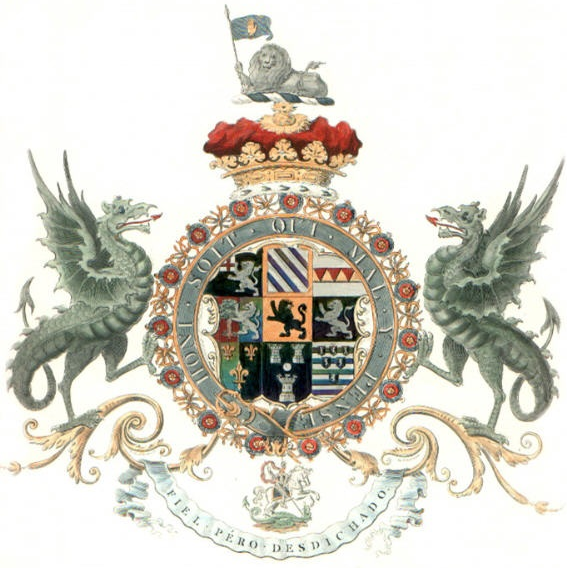
Huy hiệu của John, Công tước xứ Marlborough, được bao bởi cả Garter và vòng cổ.
Những người nhận được huân chương có thể đặt huy hiệu của họ bao quanh bởi Garter
Vòng cổ của huân chương khi được đeo chung với huy hiệu của những người nhận được huân chương